# Guerra de la Reconquista
La guerra por el restablecimiento español en Santo Domingo, más conocida como la Guerra de la Reconquista se libró entre el 7 de noviembre de 1808 y el 9 de julio de 1809. En 1808, tras la invasión napoleónica de España, los criollos de Santo Domingo (los dominicanos) se rebelaron contra el dominio francés.

## Antecedentes
La ciudad de Buenos Aires fue ocupada por tropas al mando del militar británico William Beresford el 27 de junio de 1806. Con poca capacidad de defensa por parte de las autoridades virreinales españolas, los ingleses ocuparon rápidamente la ciudad e izaron su bandera en el fuerte, núcleo del poder del Virreinato. Los comerciantes fueron los primeros que se organizaron para reconquistar la ciudad, el liderazgo recayó sobre el Capitán de Fragata Santiago de Liniers, quien desde la Provincia Oriental (hoy Uruguay) consiguió reunir una cantidad considerable de hombres, en su gran mayoría gauchos, derrotaron a los invasores ingleses expulsándolos del territorio rioplatense y establecieron nuevamente la soberanía española.
Esto sucedió en 1806, en lo que hoy es la República de Argentina, dos años después (1808) se repite la historia en Santo Domingo español, donde los dominicanos se pusieron de acuerdo para desalojar a los franceses del territorio que por más de tres siglos, antes de la firma del Tratado de Basilea (1795), había sido una posesión española. Debido a la profundidad de estas raíces hispanas, despierta en ellos un comprensible sentimiento español que los obliga a luchar contra la ocupación francesa.[cita requerida]

### Situación de Ferrand
Por su aislamiento de Francia y debilidad, Jean Luis Ferrand solo había logrado mantener el control militar de la ciudad de Santo Domingo y sus alrededores, así como de la Bahía y Península de Samaná. Fue en estas zonas en las que la actividad económica prosperó a partir de 1805 en base al corte de maderas preciosas y tintóreas, la producción de café y azúcar y al escaso comercio que se realizaba, principalmente, con los Estados Unidos y Cuba. La burguesía mercantil simple de la ciudad de Santo Domingo, integrada en su casi totalidad por comerciantes franceses, apoyaba, por tanto, a Ferrand y si el comercio interior de la ciudad adquirió cierta actividad, esta fue ajena al resto de Santo Domingo y favorecía, más que a nadie, a los negociantes galos y a los favoritos de Ferrand en el área metropolitana.

### Discriminación racial casi inexistente
La discriminación racial que existía en Santo Domingo en esa etapa era casi inexistente, si la comparamos con el tipo de esclavitud y el racismo que imperaba en todas las demás colonias de la América Española, por esta circunstancia los verdaderos protagonistas de la lucha por la reconquista española en Santo Domingo fueron los criollos, cuya gran mayoría eran mulatos como en la actualidad. Los mulatos constituían la composición social de Santo Domingo, pero con un sentimiento hispanista para la época que tenía sus razones lógicas, una de ellas era que luchaban por recuperar su identidad que, aunque tenía su influencia africana, pero eran conscientes de que esta era compartida con la nación española. Moreau de Saint-Méry, un conocido escritor francés nacido en Martinica, escribió una obra interesante en 1791, donde se refiere ampliamente al tipo de sociedad que existía en la parte española de Santo Domingo indicando que: "Los prejuicios de color, tan poderosos en otras naciones, donde se ha establecido una barrera entre los blancos o sus descendientes, no existen en la parte española", continúa Saint Méry que: "los esclavos eran alimentados como sus amos y tratados con una dulzura desconocida en los pueblos que poseen colonia". Otro que se refirió al tema fue el oficial francés Lemonier Delafosse, quien además participó junto al general Ferrand en la batalla de Palo Hincado; Delafosse escribió una obra cuyo título es: Segunda Campaña de Santo Domingo y dice que "los negros y los mulatos vociferaban "Soy blanco de la tierra". Las citas anteriores son fuentes de primera mano que muestran las bondades de la esclavitud en Santo Domingo, lo que dio lugar a que los negros y mulatos que eran mayoría se lanzaran contra Francia.

### Intolerancia de las autoridades francesas
En el mes de diciembre del año 1803 Juan Sánchez Ramírez, nativo de La Mejorada Villa del Cotuí, como el mismo lo explica en su libro: Diario de la Reconquista, había salido con su familia a la isla de Puerto Rico, y cuando estuvo por allá imploró la vía reservada que es la protección Real que se le había ofrecido a través del Tratado de Basilea, lo que nunca tuvo efecto, como la de casi todos los emigrados de Santo Domingo a distintos puntos de América. Consumiendo todos lo que había llevado permaneció cuatro años, hasta que decidió volver a Santo Domingo en junio de 1807, desembarcando por el puerto de Macao y asentándose en terreno de su propiedad. Los franceses se dieron cuenta de su llegada y trataron de emplearlo como Comandante de Armas en su villa natal, pero dice Sánchez Ramírez en su Diario de la Reconquista (pág. 3) que se excusó como pudo ante los franceses, pues ya tenía algo en la mente para enfrentar lo que él y todos los dominicanos consideraban una odiosa ocupación extranjera.
El 2 de mayo de 1808 decidió llegar al pueblo de Sabana de la Mar y allí supo la noticia de que Napoleón había prácticamente secuestrado a Fernando VII y que José Bonaparte, hermano de Napoleón, iba a gobernar la península. Dice Juan Sánchez Ramírez (pág. 4) que desde ese momento no pudo sacudir de su interior la idea de la guerra contra los franceses aquí en Santo Domingo, y casi de inmediato inició los preparativos para llevar a cabo una rebelión, porque se había enterado más adelante que España le había declarado la guerra a Francia. Sánchez Ramírez viajó por diferentes pueblos de Santo Domingo, y todos le dieron su apoyo para combatir a su lado y recuperar la nación dominicana, la cual se había perdido con la ocupación francesa.

### Debilidad de Ferrand
Aprovechando un pequeño buque llegado de Puerto Rico, capitaneado por José Moreno, quien había emigrado de esta isla, Sánchez Ramírez envió al gobernador Toribio Montes, una carta donde informaba los pormenores de sus actividades contra los franceses en Santo Domingo sobre la necesidad de auxilios. Ignoraba el Brigadier que ya Toribio Montes había facilitado ayuda para que se iniciaran las hostilidades contra el gobierno colonial de la isla antiguamente española; Cristóbal Huber Franco y Salvador Félix, fueron escogidos por el gobernador de Puerto Rico para que vinieran a hacerles la guerra a los franceses. El primero de ellos nunca había estado en Santo Domingo, era natural de Madrid, España, vecino de Puerto Rico (Doc. 167, apéndice del Diario de la Reconquista pág. 348); llegó aquí luego de ser motivado por Montes, el gobernador aprovechando sus ambiciones, porque aspiraba a convertirse en virrey del Perú, ofreciéndole entonces a Huber para que viniera a Santo Domingo la secretaría del ansiado virreinato y un jamón, el jamón era en ese entonces lo que conocemos hoy como "botella" (J.S.R. Diario de la Reconquista Pág. 23).
Como hemos podido comprobar, Cristóbal Huber Franco, no tenía más ideales que llegar aquí con el objetivo de ayudar a los nativos de Santo Domingo a recuperar la antigua capitanía general española de manos de los franceses a cambio de la prebenda que le ofrecía el gobernador de Puerto Rico, Toribio Montes, y nunca cambió de parecer y mucho menos para luchar por independizar la parte oriental de Santo Domingo como de manera mentirosa se ha divulgado, porque sólo llegó a defender los intereses de la Monarquía Española. En cuanto a Salvador Félix, llegó junto a Huber el 23 de septiembre de 1808, desembarcando por el puerto sureño de Alejandro, para iniciar la rebelión en aras de la reconquista a favor de España; en ningún momento se ligó a ningún movimiento que tuviera que ver con independizar a Santo Domingo.
El más sonado de estos tres personajes es Ciriaco Ramírez, natural de Cádiz, España; vivía en la ciudad de Azua y se incorporó a la lucha antifrancesa motivado por Huber y Félix, quienes le convencieron enseñándole documentos firmados por el gobernador de Puerto Rico, autorizando a ambos llevar a cabo la insurrección. Ciriaco tampoco, en ningún momento de su vida al parecer, tuvo inclinación por independizar a Santo Domingo.

### Otras causas
El escritor dominicano Manuel Arturo Peña Batlle, en su obra (Ensayos Históricos, pág. 50) revela que la reacción que produjo entre los dominicanos la noticia de que la isla de Santo Domingo había sido cedida a Francia, está contenida en una carta dirigida por el Arzobispo de la ciudad, Fray Fernando de Portillo y Torres, al erudito español Eugenio de Llaguno, exponiendo lo siguiente: "Con la noticia y publicación de la muy acertada cesión de esta isla que se publicó el 17 del corriente, aunque acompañada de la muy plausible noticia de una paces tan gloriosas, se consternó este pueblo, si el común de estas gentes fuera de un ánimo tan vigoroso y resuelto como lo de España, me habían hecho temer una sedición; pero me pareció conveniente permitirles algunas horas de desahogo a su pasión patriótica, por ciega y entusiasmada podría arrollar con exhorbitancia los medios que opusiera la más política, especialmente cuando a la vista de muchos el día de la publicación cayó muerta en medio de la calle una mujer exclamando Isla mía! patria mía! El nombre de esa mujer era Tomasa Cruz, era mulata igual que todos los dominicanos que salieron a las calles a defender su raíces españolas, y esta fue la principal causas de las reconquista".

## Desarrollo del conflicto.
En junio de 1808, Sánchez Ramírez se encontraba en El Obero en el trabajo de corte de madera de su propiedad en el Macao, allí se entrevistó con Manuel Carvajal su socio en el negocio de madera, conversaron sobre la noticia de la guerra en España contra los franceses y fue cuando se propusieron buscar ayuda en Puerto Rico para lograr la restauración de Santo Domingo a favor de Fernando VII. El día 13 de agosto llegó a La Mejorada Villa del Cotuí, su pueblo natal, donde se habían juntado los vecinos para la publicación de una proclama del general Ferrand, convenció a los cotuisanos hablándoles de la perfidia del emperador de los franceses y les dijo que era indispensable que se pusieran de acuerdo para sacudir el yugo del tirano, fue así como los hombres del Cotuí le ofrecieron estar pronto a su aviso para iniciar la rebelión.
Juan Sánchez Ramírez pasó por La Vega donde se entrevistó con gran número de veganos entre ellos Agustín Franco, el 17 de agosto llegó a Santiago de los Caballeros, luego a Puerto Plata, allí hizo contacto con Miguel Pérez, con el párroco Vicente de Luna y el Comandante de Dragones Marcos Torres. Más tarde, el primero de septiembre llegó a la ciudad de Bayaguana, se entrevistó con el cura del lugar José Moreno, quien influyó bastante en el pueblo y el Comandante de Armas a fin de reunir la mayor cantidad de hombres a favor de la reconquista, hasta que el día cuatro (4) llegó a la ciudad del Seibo donde dio inicio a los preparativos a fin de iniciar un enfrentamiento contra las tropas de Ferrand. 
Antes de que se iniciara el enfrentamiento entre las tropas francesas comandadas por Ferrand y los dominicanos por Juan Sánchez Ramírez, se había iniciado la sublevación antifrancesa en el Sur, la cual estaba dirigida por Ciriaco Ramírez, Cristóbal Huber y Salvador Féliz. Ciriaco Ramírez le declaró la guerra a Ferrand el 5 de octubre del 1808, se enfrentó con su gente a un batallón del ejército francés comandado por el coronel Aussenac quien había sido enviado por Ferrand a sofocar esta rebelión. Gilbert Guillermín publicó en libro:Diario Histórico (pág. 40) Dice que el Coronel Aussenac salió el diez de en la mañana a atacar a los insurrectos del Sur con las compañías de dragones de Baní y de San Juan, así como ochenta hombres de las tropas de línea, revela que el doce llegaron a orilla del Yaquecillo, donde los revoltosos en número de doscientos hombres, ocupaban una posición sumamente ventajosa, sobre un cerro escarpado, erizado de tunas y guazábaras llamado Malpaso. Dice que el Coronel dispuso inmediatamente atacar al enemigo, a pesar de la fatiga que acaban de experimentar las tropas durante el viaje de veinte legua. Continúa Guillermín en su obra antes señalada, que las tropas francesas subían la montaña al compás de los tambores, pero tenían que detenerse por los obstáculos de la naturaleza y las nutridas descargas del enemigo atrincherado detrás de las rocas, expresa que después de haber visto caer al teniente Pointe, los franceses decidieron retirarse para llegar al pueblo de Azua en busca de víveres para sus tropas que estaba cansadas y hambrientas y luego volver atrás de los dominicanos comandados por Ciriaco Ramírez y Huber Franco, los cuales se sentían triunfadores porque habían ganados supuestamente una gran batalla.
En la página 48 de la obra de Guillermín, éste se refiere al combate de Sabana Mula y dice lo siguiente: Los revoltosos reunidos en número de quinientos hombres, en los campos de Sabana Mula, dice Guillermín que se creían de tal modo invencibles. Revela que el coronel Aussenac, partió el 23 de octubre a las dos de la madrugada, a la cabeza de ciento cincuenta hombres de infantería, que a las seis ya estaban cerca del enemigo, el tiroteo comenzó por una y otra parte y en veinte minutos los revoltosos emprendieron la fuga dejando seis muertos en el campo de batalla, llevándose un gran número de heridos. En conclusión, el combate de Malpaso fue una victoria pírrica para Ciriaco Ramírez y su hombres, mientras que el de Sabana Mula, de acuerdo, a Guillermín en su libro y el mismo Delafosse, resultó una derrota contundente para Ciriaco Ramírez, quien sólo buscaba recuperar a Santo Domingo de los franceses para devolverlo como posesión de su país de origen que era España; sí Ciriaco o Huber hubieran manifestado algún sentimiento independentista cuando combatieron contra los franceses, estos dos autores franceses lo hubieran revelado, pero nunca vieron esa disposición sobre todo de parte de Ciriaco quien siempre defendió sus raíces españolas y su monarquía.

## Batalla de Palo Hincado
En los primeros días del mes de noviembre de 1808, Juan Sánchez Ramírez comenzó a organizar a su ejército, preparándose para un eventual enfrentamiento con las tropas del gobierno, recibió de Ferrand una intimación en la cual le prevenía que el siete del corriente entraría en la villa del Seibo. En 1808 el general Ramírez era el comandante en el este de La Española, mientras que Ciriaco Ramírez y Cristóbal Huber Franco eran los comandantes en el sur y el capitán Diego Polanco era el comandante de Santiago de los Caballeros y la región del Cibao / Norte. Las "Milicias Españolas" estaban bajo el mando del capitán Tomás Ramírez Carvajal.
Dice Sánchez Ramírez en su libro, que llegó con sus tropas a Palo Hincado entre las nueve y las diez de la mañana del día siete de noviembre, y que en lo más alto del terreno formó la infantería armada de fusíles, poniéndola al mando del Teniente Francisco Díaz; dice que en un terreno quebrado, a la derecha emboscó como doscientos hombres que no tenían armas de fuego, sino sables y otras armas blancas, al Capitán de Urbano Pedro Reinoso le encargó la emboscada, con un trozo de la caballería armado de sables y lanzas, el Capitán de Dragones Vicente Mercedes cubrió el flanco de la derecha y el Capitán Antonio de Sosa el de la izquierda armados ambos flancos de sables y lanzas, formó una pequeña emboscada de 30 fusileros colocados a una distancia aproximada a la retaguardia del enemigo al mando de Don José de La Rosa. Sánchez Ramírez que tomó el mando en Jefe, colocándose en centro del ejército, a su derecha se colocó Manuel Carvajal y a la izquierda Pedro Vásquez. Por último, dice que las "Milicias Españolas" (Ejército español) estaba bajo el mando del Capitán Lic. Tomás Ramírez Carvajal.
Reveló Juan Sánchez Ramírez, que cuando se colocó delante de su tropa le hizo un pequeño discurso y le dije: "Pena de la vida al que volviere la cara atrás; pena de la vida al tambor que tocare retirada; y pena de la vida al oficial que lo mandare, aunque sea yo mismo".
Continúa Juan Sánchez Ramírez relatando que el enemigo ya se acercaba y cuando ya estaba a medio tiro de fusil, se le gritó "quién vive", respondiendo "francés" y con el ademán de iniciar la batalla se rompió el fuego. Dice que no perdió tiempo un trozo de caballería enemiga de cortar por la izquierda mandada por el teniente coronel Monsier Pagais, y por esta razón Sánchez Ramírez corrió a contrarrestarle por aquel punto; dice que la caballería tampoco perdió tiempo y avanzó contra los franceses, expresa que todos lo hicieron con tanta intrepidez y gallardía que entre siete y ocho minutos ya el campo estaba lleno de cadáveres franceses.

## El sitio de Santo Domingo
Después de la batalla de Palo Hincado, Sánchez Ramírez partió para Santo Domingo, ciudad que aún conservaba sus murallas, constituyendo estas una protección formidable, factor insignificante para el pequeño ejército dejado por Ferrand cuando salió a enfrentarse a las tropas de Juan Sánchez Ramírez, ya que con toda seguridad o se rendían o iban a caer aplastados por las huestes vencedoras de Palo Hincado que casi llegaba a la capital. No obstante, la llegada del coronel Aussenac desde el Sur, adelantándose a los dominicanos, cambió la suerte del pequeño número de franceses atrincherados detrás de los muros de la antigua ciudad primada de América. Este ejército de franceses comandado por Aussenac fue supuestamente derrotado por Ciriaco Ramírez y Hubert Franco en esa región, pero sorprendentemente llegaron intactos a Santo Domingo, otorgándoles una fortaleza casi invulnerable a los soldados de Francia cuyo comandante era el general Dubarquier.
Sánchez Ramírez llega el día 15 de noviembre con su gente, Ciriaco y Hubert todavía se encontraban en las montañas del Sur, en vez de bajar con sus tropas y auxiliar a los vencedores de la batalla escenificada en el Este, se establecieron en la ciudad de Azua y de allí envió una comunicación a Sánchez Ramírez, exigiéndole cuenta de sus actividades de manera autoritaria y dándose rangos de generales. Sin embargo, Sánchez Ramírez actuó con prudencia y sólo respondió a estas insolencias, solicitándoles que se integraran a sus tropas para que todos unidos pudieran derrotar al enemigo atrinchera en la ciudad, Ciriaco y Huber se integraron al ejército criollo sitiador, pero mejor que no lo hubiera hecho, continuó su disputa por el mando superior ejercido por Juan Sánchez Ramírez, sus pretensiones eran despojar del mando al héroe de Palo Hincado. Los defensores de hoy de Ciriaco Ramírez, dicen que el buscaba la independencia, pero no existe el más mínimo documento de esa época, que indique que Ciriaco y Huber buscaban independizar a Santo Domingo. Ciriaco Ramírez se encargó de promover una junta para definir en ella quien iba a ser el caudillo mayor de la Reconquista, siempre en defensa de la preservación de Santo Domingo como parte de la monarquía española. Juan Sánchez Ramírez estuvo de acuerdo con la Junta y se convocó por delegación a todos los pueblos del territorio, a pesar de que fue Ciriaco quien promovió la junta, nunca se apersonó a dicha reunión, o sea, brilló por su ausencia, pero en dicha junta nadie enarboló la bandera de la independencia, sólo se trató sobre en mano de quien iba a quedar el mando, por tanto a unanimidad los delegados votaron por Juan Sánchez Ramírez, para que ocupara el cargo de gobernador político y militar e intendente y comandante general del Ejército de Santo Domingo.

## El gobierno de Juan Sánchez Ramírez
Cuando el brigadier cotuisano asume el mando como gobernador de la Capitanía General de Santo Domingo, hizo todo lo que tuvo a su alcance para retornar a la normalidad que deseaba y exigía su población, comenzó una infatigable labor por devolver la estabilidad económica después de haber caído en el peor desastre a consecuencia de la guerra por la reconquista. Envió un emisario ante la Junta de Sevilla y esta, entre otras cosas, le asignó al retorno de su primera colonia de América, el necesario y esperado Situado. El gobernador llamó también a todos los dominicanos que habían emigrado a Puerto Rico, Cuba, Venezuela y otros lugares de América española, ofreciéndoles el pago del pasaje por cuenta del Estado. Sánchez Ramírez actuando como un gobernante de un país independiente, toma nuevas medidas para despertar la economía, abolieron todas las leyes que ponían traba al comercio y a la producción, se redujeron los diezmos y otros impuestos eclesiásticos. Todos los puertos de Santo Domingo fueron abiertos a los navíos de las naciones amigas de España y se fijó un arancel único de importación de un uno por ciento.
A pesar de todo este esfuerzo la crisis seguía, hubo descontento por falta de dinero, fue así como se iniciaron las conspiraciones contra el gobierno de la capitanía general, la primera de esta se produce en el 1810, fue la llamada Rebelión de los Italianos. Es probable que fuera aquí cuando empezaron a brotar las ideas independentistas, porque los rebeldes por ser extranjeros ya conocían el movimiento que había estallado el 19 de abril de ese año contra España. Esta conspiración estaba encabezada por el capitán Pezzi de origen italiano y quien había estado en las filas francesas, Juan Castaño, venezolano y Juan José un puertorriqueño que también estuvo con los franceses. Los fines de este levantamiento conspirativo aún están confuso, en principio se había dicho que luchaban por la independencia, pero también se sospechaba que trataban de restablecer el régimen francés. Estos señores fueron juzgados de acuerdo a la ley de la época y llevado al patíbulo. Aunque Ciriaco Ramírez y Cristóbal Huber estaban presos en Puerto Rico, fueron implicados en la conspiración, sin embargo, fueron mandados a buscar para un interrogatorio a cada uno, pero ninguno fue cuestionado con relación a la conspiración de los italianos, pero sí para que respondieran con relación al asesinato del teniente Casilla, cuando estaban en los campos del Sur enfrentándose a las tropas francesas de Aussenac. Ahora bien, si Ciriaco Ramírez hubiera estado envuelto en una sublevación con fines independentistas, no aparece en 1814 como oficial de las tropas de Santo Domingo al servicio de la Monarquía española.

## Conclusión
El Brigadier Juan Sánchez Ramírez luchó para preservar la nacionalidad y la hispanidad de un pueblo, el cual no solamente le dio su respaldo absoluto, sino también lo amó hasta después de su muerte, porque a partir de entonces fue considerado Padre de la Patria. Se constituyó en el primer líder criollo, y como principal actor de la reconquista, su actuación estuvo dirigida a salvaguardar los intereses del pueblo dominicano.